# Бутиллітій
Бутиллі́тій (н-бутиллітій {\displaystyle {\ce {C4H9Li}}}) — металоорганічна сполука, що використовується як ініціатор полімеризації, а також як реагент в органічному синтезі.

## Отримання
Отримують н-бутиллітій реакцією 1-бромбутану або 1-хлорбутану з металевим літієм:
{\displaystyle {\ce {2Li + C4H9X -> C4H9Li + LiX(X=Cl, Br)}}}

## Хімічні властивості
Реакції бутиллітію є типовими для аліфатичних літійорганічних сполук.

### Як основа
Бутиллітій — сильна основа (pKa > 35) і реагує з водою, спиртами і з багатьма більш кислими вуглеводнями
{\displaystyle {\ce {C4H9Li + H2O -> C4H10 + LiOH}}}
{\displaystyle {\ce {C4H9Li + EtOH -> C4H10 + EtOLi}}}
{\displaystyle {\ce {C4H9Li + PhCCH -> C4H10 + PhCCLi}}}

### Як карбаніон
Бутиллітій вступає в типові реакції карбаніонів і є більш активним в реакціях приєднання, ніж реактиви Гріньяра:
{\displaystyle {\ce {C4H9Li + CO2 -> C4H9COOLi}}}
{\displaystyle {\ce {C4H9Li + Me2CO -> C4H9Me2COH}}}
Для отримання кетонів реакцію доводиться проводити з амідами кислот:
BuLi + R2CONMe2 → LiNMe2 + R2C(O)Bu

### Обмін галогенів на метал
BuLi + RCl → BuCl + RLi